# Justine (roman)
Pour les articles homonymes, voir Justine.
Justine est un roman de Lawrence Durrell publié en 1957 et premier volume du Quatuor d'Alexandrie.

## Résumé
Dans les années 1930, sur une île grecque isolée, un jeune écrivain, dont le nom et la nationalité ne sont pas connus, vit reclus avec la fille de sa maîtresse décédée. Il se remémore la vie récente qu'il a passée à Alexandrie, les rencontres avec ses amis, Justine et Nessim, Melissa, Balthazar, Pombal, Scobie, Pursewarden, Cléa.